# Crypte du Crucifix
La crypte du Crucifix est un lieu de culte souterrain situé dans la commune d'Ugento, dans la province de Lecce.

## Histoire
La crypte fut utilisée au fil des siècles comme lieu de culte dans le cadre du petit village rocailleux qui l'entoure. La zone sur laquelle il se développe présente un intérêt archéologique considérable et a enregistré une présence humaine depuis au moins le IVe siècle av. J.-C. Il est situé sur la soi-disant Via Sallentina, une route de l'époque messapienne et romaine qui reliait Otrante à Tarente, en traversant Castra Minervae, Veretum, Uzintum, Baletium, Neretum et Manduris, dont le tracé est visible depuis l'ancienne Table de Peutinger.

## Architecture
La crypte, entièrement creusée dans le tuf, est le résultat de modifications et d'ajouts dans le plan et l'architecture, comme en témoignent les deux colonnes circulaires à chapiteaux doriques du XVIe siècle, l'ajout d'un autel sur le mur oriental, surmonté d'une fresque. du XVIIe siècle représentant la Crucifixion (d'où le nom de la crypte), une lucarne créée plus tard et l'occlusion de l'entrée originale à l'ouest. On y accède par une porte au nord, suivie d'un escalier voûté en berceau menant à la salle souterraine. L'entrée est enrichie d'une lunette ornée d'une fresque représentant la scène de la Sainte Famille.

## Plan de la crypte
À l'intérieur, les murs et le plafond sont recouverts de fresques datant du XIIIe au XVIIe siècle, accompagnées d'inscriptions en grec et en latin. Le cycle pictural le plus ancien (XIIIe siècle) comprend une Annonciation, un Christ Pantocrator, une Vierge de Tendresse, une Madone sur le trône et un saint Nicolas du début du XIVe siècle. Des boucliers de croisés sont peints au plafond où alternent des boucliers avec une croix noire à l'intérieur, symbole des chevaliers teutoniques, et des boucliers avec une croix rouge à l'intérieur, symbole des templiers. En fait, dans l'ancienne tradition populaire d'Ugentina, la crypte s'appelait Dei Crocifissi. Au plafond se trouvent également des étoiles peintes à fresque, des motifs végétaux et des animaux réels et fantastiques, comme la grande Hydra, une figure de la mythologie grecque.